# Extra Texture (Read All About It)
Extra Texture (Read All About It) es el sexto álbum de estudio del músico británico George Harrison, publicado por la compañía discográfica Apple Records en septiembre de 1975. Su lanzamiento tuvo lugar casi un año después de su primera y última gira por Norteamérica a finales de 1974 y de la publicación de Dark Horse, su predecesor, que obtuvo mayoritariamente críticas desfavorables de la prensa musical. A diferencia de trabajos anteriores, Extra Texture se caracterizó por ser el único disco de Harrison que no contiene letras con temática religiosa o espiritual y por estar mayoritariamente grabado en Los Ángeles, en lugar de en su estudio personal de Friar Park en Oxfordshire.
La grabación, que tuvo lugar entre abril y junio de 1975 en los A&M Studios de Los Ángeles, contó con la participación de músicos como Gary Wright, David Foster, Jim Keltner, Leon Russell, Billy Preston, Tom Scott y Jim Horn, en su mayoría también presentes en la grabación de Dark Horse. Además, al igual que su predecesor, el álbum volvió a incorporar elementos de la música soul y la influencia vocal de Smokey Robinson, en contraposición con el folk rock dominante en trabajos como All Things Must Pass y Living in the Material World.
Tras su publicación, Extra Texture (Read All About It) se convirtió en el segundo trabajo consecutivo de Harrison en obtener críticas mayoritariamente negativas de la prensa musical. Además, su éxito comercial también fue inferior al de sus primeros trabajos, al alcanzar el puesto ocho en la lista estadounidense Billboard 200 y el dieciséis en la lista de discos más vendidos del Reino Unido. Poco después de su publicación, la RIAA certificó el álbum como disco de oro al superar las 500 000 copias vendidas. Después de dos décadas descatalogado, Extra Texture fue remasterizado y reeditado en 2014 como parte de la caja recopilatoria The Apple Years 1968-75.

## Trasfondo

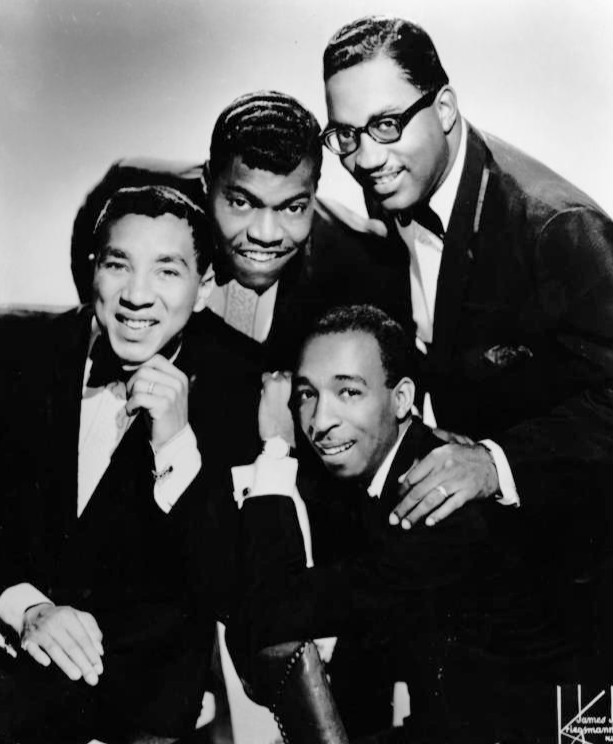
Harrison grabó «Ooh Baby (You Know That I Love You)» como tributo a Smokey Robinson —en la fotografía, con The Miracles—, una de sus principales influencias en la época.

En febrero de 1975, la revista musical Rolling Stone catalogó la gira que George Harrison organizó con Ravi Shankar para promocionar el álbum Dark Horse como «desastrosa». Definido anteriormente por el autor Nicholas Schaffner como «el sorprendente ganador del concurso de ex-Beatles», debido al éxito de sus primeros trabajos tras la separación de The Beatles, Harrison sufrió repentinamente las peores críticas de la prensa musical a raíz de la publicación de Dark Horse, un álbum que no llegó a entrar en la lista de discos más vendidos de su país natal. Aunque durante la gira aseguró que las críticas negativas le hicieron más decidido, en realidad le llegaron a afectar personalmente. Al respecto, Mikal Gilmore reconoció que «la crisis que encaró a mediados de la década de 1970 le cambió», y la depresión fue un factor clave en la posterior grabación de Extra Texture.
En enero de 1975, Harrison regresó a su residencia de Friar Park tras acabar la gira de promoción de Dark Horse. En su autobiografía I, Me, Mine, el músico comentó sobre su estado de salud: «Cuando bajé del avión, fui al jardín y me alivié. Fue lo más cercano que estuve a un ataque de nervios. Ni siquiera podía entrar en casa». El músico plasmó la misma desesperación en la letra de «Grey Cloudy Lies», que el músico describió a Paul Gambaccini en septiembre de 1975 como «una de esa clase de canciones depresivas de las 4:00 de la madrugada».
La depresión, endurecida por su creciente abuso del alcohol y la cocaína, impregnó parte de las canciones que compuso durante este periodo. Al respecto, las letras de «The Answer's at the End», «This Guitar (Can't Keep from Crying)», «World of Stone» y «Grey Cloudy Lies» se alejaron de la espiritualidad, una temática habitual en trabajos como Living in the Material World, y parecían pedir la compasión del oyente, según escribió Simon Leng. Sus dudas espirituales fueron más patentes en «World of Stone», sobre la que el autor Gary Tillery escribió: «[En la canción], Harrison canta "Such a long way from home" —en español: "Un largo camino hacia el hogar"—, pero en su autobiografía lo redefine como "such a long way from om" —en español: "Un largo camino hacia om"—, confesando una agitación interna por haberse desviado de la fe». El músico compuso «Tired of Midnight Blue» en Los Ángeles, donde se trasladó a comienzos del año anterior por negocios relacionados con la recién creada compañía discográfica Dark Horse Records. La letra de la canción se centra en su estado «depresivo» tras pasar una noche en un club de la ciudad con «un montón de gente desalmada y canosa», según sus propias palabras.
Otra actividad social en Los Ángeles incluyó una fiesta del grupo Wings en el transatlántico RMS Queen Mary, en Long Beach, donde Harrison se encontró por primera vez en público con Paul McCartney tras la separación de The Beatles. Durante su estancia en Los Ángeles, también acudió a varios conciertos de Bob Marley & The Wailers y se reunió con amigos como Billy Preston y Ron Wood en los camerinos de un concierto que The Rolling Stones ofreció en la ciudad. Nuevas amistades como Eric Idle, miembro del grupo de humoristas Monty Python, entraron en la vida social de Harrison durante el verano e influyeron en su trabajo posterior.

## Grabación

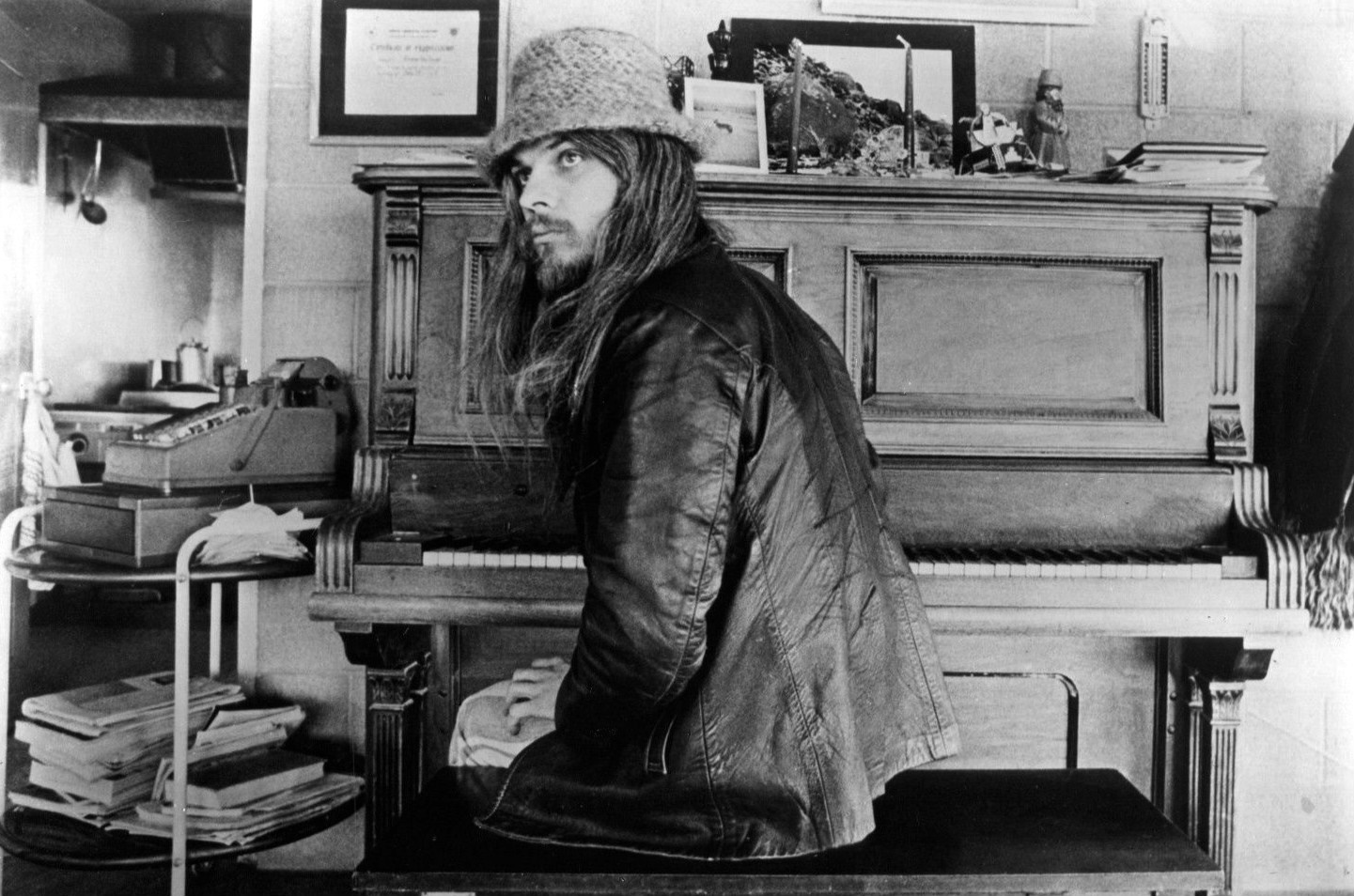
El pianista Leon Russell, frecuente colaborador de Harrison desde The Concert for Bangladesh, participó en las sesiones de grabación de Extra Texture.

En lugar de utilizar los estudios de grabación de Friar Park, Harrison grabó Extra Texture en Los Ángeles debido al extensivo trabajo de su sello discográfico, Dark Horse Records, que recientemente había contratado a grupos como Jiva, Five Stairsteps, Henry McCullough y el grupo de Jim Keltner Attitudes. Entre abril y mayo de 1975, el músico reservó los A&M Studios para grabar el segundo disco de Splinter; sin embargo, el grupo no pudo realizar la grabación. En lugar de incurrir en costes de cancelación, Harrison decidió grabar su último disco bajo su contrato con EMI en La Brea Avenue, sede de A&M Records, distribuidora de los discos de Dark Horse Records, y así establecerse a continuación en su propio sello discográfico.
Además de grabar nuevas composiciones, Harrison completó «You», una canción que compuso para Ronnie Spector en 1970 y que la cantante no llegó a publicar. Un segmento de la canción aparece repetido en Extra Texture en forma de tema instrumental con el título de «A Bit More of You» abriendo la cara B de la edición original en vinilo. Otra canción sobre la que volvió a trabajar fue «His Name Is Legs (Ladies and Gentlemen)», grabada en Friar Park poco antes de iniciar la gira de 1974 con músicos como Tom Scott, Billy Preston, Willie Weeks y Andy Newmark. La canción incluyó la voz de «Legs» Larry Smith, antiguo miembro de Bonzo Dog Doo Dah Band y cuyo apodo aparece en el título del tema.
En las sesiones de grabación en A&M Studios participaron músicos como Gary Wright, Jesse Ed Davis, Klaus Voormann, Jim Horn, Jim Keltner y Tom Scott. Además de Keltner, otros miembros del grupo Attitudes como David Foster y Paul Stallworth también participaron en la grabación de Extra Texture. Voormann, amigo de Harrison desde comienzos de la década de 1960, definió la atmósfera de las sesiones como desagradables, en particular por el fuerte consumo de drogas, pero también por el «estado de ánimo de Harrison cuando estaba haciendo este disco». Después de que Voormann decidiese abandonar las sesiones, Harrison sobregrabó las partes de bajo usando sintetizadores ARP o un Moog modular, del mismo modo que hizo en «Bye Bye Love» un año antes.
Con Norm Kinney como ingeniero de sonido, Harrison grabó las pistas básicas de las nuevas canciones entre el 21 de abril y el 7 de mayo, comenzando por «Tired of Midnight Blue» y «The Answer's at the End». Tras un descanso de un par de semanas, las sobregrabaciones comenzaron el 31 de mayo con un solo de saxofón en «You», interpretado por Horn, además de una segunda batería y varias pistas de teclados. El 2 de junio, Chuck Findley, miembro de la banda con la que Harrison salió de gira un año antes, participó en la grabación de «Ooh Baby (You Know That I Love You)», un tributo a Smokey Robinson, y de «His Name Is Legs».[cita requerida] Finalmente, entre el 6 y el 9 de junio, David Foster grabó la orquestación de «This Guitar», «The Answer's at the End» y «Can't Stop Thinking About You».[cita requerida]
Además de grabar su propio álbum, Harrison colaboró con varios de sus amigos en la grabación de sus respectivos trabajos en solitario. De este modo, participó como guitarrista en los discos It's My Pleasure de Billy Preston, Hard Times de Peter Skellern, y New York Connection de Scott. Ambos discos incluyen contribuciones del músico con la guitarra slide, menos presente en Extra Texture con respecto a trabajos anteriores, a excepción de los temas «Tired of Midnight Blue» y «This Guitar (Can't Keep From Crying)». La calidad de su voz mejoró en comparación con la utilizada en Dark Horse, donde se vio afectada por una laringitis, lo cual le permitió usar un estilo vocal más suave que hizo de Extra Texture «un álbum soul para amantes», según el autor Simon Leng. Durante este periodo, el músico solía citar a Smokey Robinson como su principal influencia musical, y a Stevie Wonder y Bob Marley como ejemplos de sus escuchas preferidas.

## Recepción
Precedido por el lanzamiento del sencillo «You», la compañía discográfica Apple Records publicó Extra Texture (Read All About It) el 22 de septiembre de 1975 en los Estados Unidos, con el número de catálogo SW 3420, y el 3 de octubre en el Reino Unido, con número de catálogo PAS 10009. Tras su lanzamiento, Extra Texture obtuvo reseñas mixtas de la prensa musical, paralelas al escaso éxito de Dark Horse. En su crónica para Allmusic, Richard Ginell destacó el sencillo «You» y describió «The Answer's at the End» como una de las «baladas más bellamente armonizadas, majestuosas y extrañamente infravaloradas». Dave Marsh de la revista musical Rolling Stone también destacó «You», la cual definió como un retorno al estilo de esplendor de All Things Must Pass, y describió «Can't Stop Thinking About You» y «Tired of Midnight Blue» como «los nueve minutos más efectivos de la música que Harrison ha hecho desde 1970». Sin embargo, Marsh lamentó, en un álbum «incompleto en el mejor de los casos», y la voz «afectivamente débil» de Harrison y que hubiese una excesiva dependencia de los teclados. Por otra parte, Roy Carr y Tony Tyler de NME describieron el álbum como «otra ofrenda lúgubre» y comentaron: «La aguja del oyente señala hoscamente hacia cero en todo». En relación con las críticas que obtuvo Extra Texture, Harrison comentó en una entrevista a BBC Radio en enero de 1976: «La gente que nunca tuvo interés en mí realmente odian mis entrañas en estos momentos. Se han convertido en polos opuestos, completamente negro y blanco».
Al igual que la mayoría de los críticos musicales, varios biógrafos de Harrison señalaron Extra Texture como un trabajo menor en su carrera. Alan Clayson describió el álbum como «artísticamente su punto más bajo», mientras que Simon Leng lo definió como un «disco rehabilitador» que llegó demasiado pronto, lo cual resultó en una obra extrañamente desapasionada, con un cantante que suena «grogui». Junto con «You», ambos autores identificaron «Tired of Midnight Blue» como el único salvador de Extra Texture. No obstante, otros autores como Greg Kot valoraron positivamente el álbum y lo señalaron como «algo como un retorno a la forma». En una entrevista para la revista Musician en noviembre de 1987, el propio Harrison describió Extra Texture como su peor trabajo en solitario. Al respecto, comentó: «[Es] un álbum sucio... La producción deja mucho que desear al igual que mis actuaciones».
A nivel comercial, Extra Texture entró en el puesto ocho en la lista estadounidense Billboard 200 el 25 de octubre, donde se mantuvo durante tres semanas, y el 11 de noviembre fue certificado como disco de oro por la RIAA. En el Reino Unido, Extra Texture marcó un breve retorno de Harrison a la lista UK Albums Chart, donde a diferencia de Dark Horse, disco que no llegó a entrar, alcanzó el puesto 16, gracias en parte a la labor de promoción que el músico realizó en su país natal. Al respecto, el 6 de septiembre, la BBC Radio 1 emitió una entrevista con Harrison en el programa Rockweek, presentado por Paul Gambaccini, en la que discutió todos los temas del disco. El mismo día, Melody Maker publicó una entrevista con el músico bajo el titular de George Bounces Back!. Harrison explicó a Gambaccini que el título del álbum surgió durante una discusión en el estudio de grabación: mientras el músico estaba diciendo que necesitaba a un extra para añadir una sobregrabación, Paul Stallworth dijo la palabra texture. Aunque admitió estar en un «momento bajo» durante la grabación del álbum, la entrevista en Melody Maker incluyó bromas del músico cuando le preguntaron su opinión sobre el musical John, Paul, George, Ringo … and Bert, a la que contestó en tono jocoso: «Prefiero ser un ex-beatle que un ex-nazi».
Otras actividades que Harrison llevó a cabo a finales de 1975 fue la producción del sencillo de los Monty Python «The Lumberjack Song». El grupo interpretó la canción en Concert for George, un concierto tributo al músico organizado en el Royal Albert Hall en noviembre de 2002, un año después de su muerte. Pocos meses después, volvió a colaborar con Eric Idle en el especial navideño del programa de televisión Rutland Weekend Television, donde interpretó «The Pirate Song».

## Diseño de portada

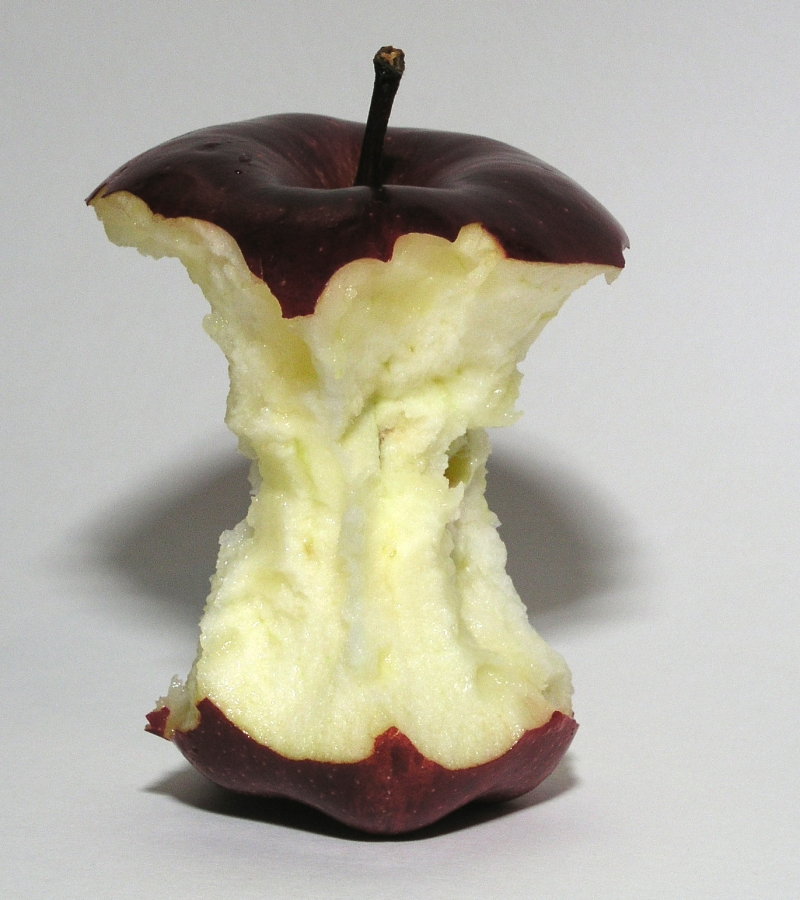
El diseño de Extra Texture incluyó una manzana mordida hasta el corazón, una parodia de la imagen corporativa de Apple Records.

El diseño de Extra Texture corrió a cargo de Roy Kohara, ganador de un premio Grammy. La portada de color naranja incluyó un troquelado con el título del disco, escrito en sentido oblicuo y ocupando gran parte del espacio. A través del título troquelado se podía ver parte de la cartulina interna, que incluía una fotografía del músico. En consonancia con el título del álbum, el cartón usado para la portada del álbum tenía una textura similar a la «piel animal usada en los balones de fútbol», según el autor Bruce Spizer. Ediciones posteriores en vinilo incluyeron la portada sin troquelar, con la misma tipografía del texto pero impreso en color azul. 
En la contraportada, Kohara incluyó una fotografía en miniatura de Harrison, tomada durante la gira de promoción de Dark Horse. Además, en lugar del logotipo tradicional de Apple Records, que consistía en una manzana Granny Smith, Harrison incluyó en la contraportada una manzana mordida hasta el corazón, un gesto visto como una broma referente a la inminente desaparición de la compañía discográfica de The Beatles. 
Una de las caras de la cartulina interna incluía una fotografía del rostro de Harrison sonriendo, según el crítico musical Robert Christgau, como «un monaguillo de Monty Python», con la expresión «OHNOTHIMAGEN» —en español: «Oh, no él otra vez»— sobreescrita en la parte superior. La expresión incluida en la fotografía fue una autoparodia del músico sobre su decreciente popularidad en los dos últimos años. 
Al igual que en Dark Horse, Harrison escribió de su puño y letra los créditos del álbum en la segunda cara de la cartulina interna. Además de nombrar a los músicos que participaron en la grabación del disco, también incluyó varios nombres de personajes y amigos que no participaron en las sesiones de Extra Texture como Derek Taylor, Eric Idle, Peter Sellers y el ejecutivo de Dark Horse Records Dino Airali.

## Reediciones
Parlophone publicó Dark Horse por primera vez en formato CD en enero de 1992, sin ningún tema extra. Tras la reedición de All Things Must Pass en enero de 2001, Harrison mostró interés en remasterizar y reeditar el resto de su catálogo musical siguiendo el orden cronológico de su publicación original. Sin embargo, su muerte en noviembre del mismo año obligó a su familia a posponer los proyectos pendientes para finalizar Brainwashed, su último trabajo de estudio, y para organizar Concert for George, un concierto homenaje a su carrera.
En sucesivos años, su viuda Olivia y su hijo Dhani supervisaron la publicación de la caja recopilatoria The Dark Horse Years 1976-1992, con el catálogo musical que Harrison publicó con Dark Horse Records, así como la remasterización de The Concert for Bangladesh y Living in the Material World. Finalmente, después de dos décadas descatalogado desde su primera edición en CD en 1992, Extra Texture fue remasterizado y reeditado en 2014 como parte de la caja recopilatoria The Apple Years 1968-75, con una demo de «This Guitar (Can't Keep from Crying)» que Harrison hizo para David Stewart como tema extra.

## Lista de canciones
Todas las canciones escritas y compuestas por George Harrison. 
| Cara A |                                        |          |  |
| N.º    | Título                                 | Duración |  |
| 1.     | «You»                                  | 3:45     |  |
| 2.     | «The Answer's at the End»              | 5:34     |  |
| 3.     | «This Guitar (Can't Keep from Crying)» | 4:11     |  |
| 4.     | «Ooh Baby (You Know That I Love You)»  | 4:02     |  |
| 5.     | «World of Stone»                       | 4:43     |  |

| Cara B |                                           |          |  |
| N.º    | Título                                    | Duración |  |
| 6.     | «A Bit More Of You»                       | 0:45     |  |
| 7.     | «Can't Stop Thinking About You»           | 4:33     |  |
| 8.     | «Tired of Midnight Blue»                  | 4:55     |  |
| 9.     | «Grey Cloudy Lies»                        | 3:43     |  |
| 10.    | «His Name Is Legs (Ladies and Gentlemen)» | 5:47     |  |

| Bonus Track 2014 |                                                                 |          |  |
| N.º              | Título                                                          | Duración |  |
| 1.               | «This Guitar (Can't Keep from Crying) (Platinum Weird Version)» | 3:55     |  |

## Personal
| Músicos - George Harrison: voz, guitarra acústica, guitarra eléctrica, piano, sintetizador ARP y Moog - Jesse Ed Davis: guitarra - Chuck Findley: corno inglés - David Foster: piano eléctrico, teclados, órgano y sintetizador ARP - Jim Gordon: batería - Nicky Hopkins: piano - Jim Horn: flauta y saxofón - Jim Keltner: batería y percusión - Norma Kinney: percusión - Andy Newmark: batería - Billy Preston: teclados y piano eléctrico - Carl Radle: bajo - Emil Richards: percusión - Leon Russell: bajo, teclados y piano - Tom Scott: corno inglés y saxofón - Paul Stallworth: bajo y coros - Richard Tee: teclados - Klaus Voormann: bajo - Willie Weeks: bajo - Gary Wright: teclados, piano eléctrico, órgano y sintetizador ARP | Equipo técnico - George Harrison: productor musical - Henry Grossman: fotografía - Norm Kinney: ingeniero de sonido - Roy Kohara: diseño de portada |

## Posición en listas
| País           | Lista                 | Posición |
| -------------- | --------------------- | -------- |
| Australia      | Kent Music Report     | 36       |
| Noruega        | VG-Lista Albums Chart | 8        |
| Estados Unidos | Billboard 200         | 8        |
| Japón          | Oricon LP Chart       | 9        |
| Reino Unido    | UK Albums Chart       | 16       |
| Francia        | SNEP Albums Chart     | 19       |
| Canadá         | RPM Albums Chart      | 63       |

| Sencillo | País                | Lista                       | Posición |
| -------- | ------------------- | --------------------------- | -------- |
| «You»    | Alemania Occidental | Media Control Singles Chart | 43       |
| «You»    | Canadá              | RPM 100 Singles Chart       | 9        |
| «You»    | Estados Unidos      | Billboard Hot 100           | 20       |
| «You»    | Japón               | Oricon Singles Chart        | 66       |
| «You»    | Nueva Zelanda       | New Zealand Singles Chart   | 35       |
| «You»    | Reino Unido         | UK Singles Chart            | 38       |
| «You»    | Suecia              | Topplistan Singles Chart    | 19       |

## Certificaciones
| Fecha                   | País           | Organismo certificador | Certificación | Ventas certificadas |
| ----------------------- | -------------- | ---------------------- | ------------- | ------------------- |
| 11 de noviembre de 1975 | Estados Unidos | RIAA                   | Oro           | 500 000             |